# روبرت شو (سياسي أمريكي)
روبرت شو (بالإنجليزية: Robert Shaw)‏ هو محامي وسياسي أمريكي، ولد في 5 ديسمبر 1904، وتوفي في 27 مارس 1985 بكولومبوس في الولايات المتحدة. حزبياً، نشط في الحزب الجمهوري.